# فربد یداللهی
فربد یداللهی (زادهٔ ۳ شهریور ۱۳۴۶ در تهران) نوازندهٔ تمبک و سازهای کوبه‌ای اهل ایران است.

## زندگی هنری
فربد یداللهی در سال ۱۳۴۶ در تهران متولد شد. او نواختن تمبک و سازهای کوبه‌ای را انتخاب کرد. دوره‌های آموزش تمبک را به مدت سه سال نزد محمد اسماعیلی گذراند و سپس نزد بهمن رجبی رفت.
او همچنین ساز جدیدی به نام فرودو طراحی کرده و ساخته‌است که از دو اودوی متصل به هم ساخته شده‌است.

## ساز اودو

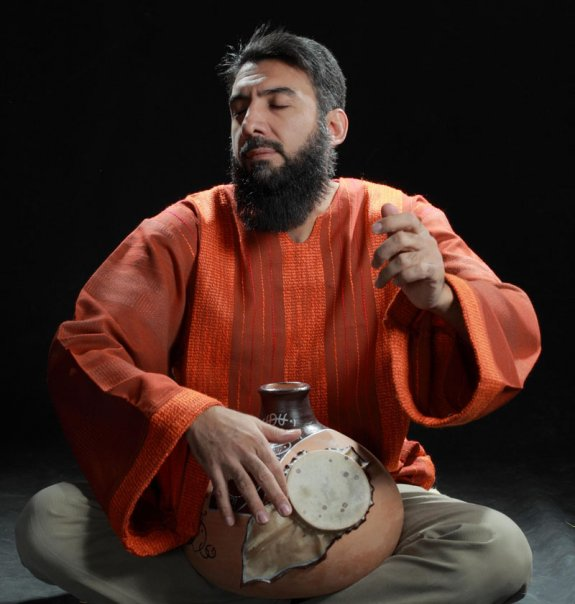
یداللهی با ساز اودو

فربد اولین سازنده ساز اودو هست، و برای این ساز کتاب هم نوشته است.

## آلبوم‌شناسی
- آلبوم نفوذ که از ساخته‌های خود اوست و در آن به تکنوازی و بررسی شیوه نوازندگی تمبک با سبک‌های مختلف موسیقی جهان پرداخته است[۲][۶]
- آلبوم گفت و گوی چپ و راست به همراه بهمن رجبی